# جان کارتر (سیاستمدار تگزاس)
جان کارتر (به انگلیسی: John Carter) نمایندهٔ حوزه انتخابیه تگزاس از حزب جمهوری‌خواه ایالات متحده آمریکا در مجلس نمایندگان ایالات متحده آمریکا است که برای نخستین‌بار در ۹ ژانویه ۲۰۰۳ میلادی به‌عضویت این مجلس درآمد.